# Peter Eustace
Peter Eustace (Stocksbridge, 31 luglio 1944) è un allenatore di calcio ed ex calciatore inglese, di ruolo centrocampista.

## Carriera

### Giocatore
Ha trascorso la maggior parte della carriera tra prima e seconda divisione inglese. Nella stagione 1965-1966 ha giocato (e perso) una finale di FA Cup.

### Allenatore
Nella stagione 1988-1989 ha allenato lo Sheffield Weds nella prima divisione inglese dalla settima alla ventitreesima giornata di campionato.
Dal 1991 al 1994 ha allenato il Leyton Orient, club in cui nei due anni precedenti aveva lavorato come vice.